# プニーナ・ザルツマン
プニーナ・ザルツマン（またはプニ［ー］ナ・サルツマンとも、Pnina Salzman, 1922年2月24日 - 2006年12月16日）はイスラエルのピアニストならびに音楽教師。テル・アヴィヴ出身。
幼くしてピアノへの適性を示し、8歳で最初のリサイタルを開いた。1932年にフランスの名ピアニスト、アルフレッド・コルトーに演奏を聴いてもらい、その招きを受けてパリに赴きコルトーに入門。パリ音楽院ではマグダ・タリアフェロに師事して、1936年に14歳でピアノ科で受賞した。ブロニスワフ・フーベルマンを介してイスラエル・フィルハーモニー管弦楽団と生涯にわたる関係を結んだが、その創設者がほかならぬフーベルマンだった。
1963年にイスラエル人ピアニストとして初めてソ連邦より招聘されて演奏を行なった。1994年には、同じく初めて中華人民共和国から初めて招聘されたイスラエル人ピアニストとなった。ソリストとしての活動に加えて、イスラエル・ピアノ四重奏団の一員でもあった。
テルアビブ大学ピアノ学部の主任教授であり、またアルトゥール・ルービンシュタインやウラジミール・ホロヴィッツと並んで数々のピアノコンクールで審査員を務めた。教師としても数々の人材を擁しており、日本人ピアニストでは高橋望が師事している。また1998年3月には、浜松国際ピアノアカデミーの招聘教授を務めた。2006年、イスラエル政府からイスラエル賞が授与された。